# Mussaenda whitei
Mussaenda whitei är en måreväxtart som beskrevs av Spencer Le Marchant Moore. Mussaenda whitei ingår i släktet Mussaenda och familjen måreväxter. Inga underarter finns listade i Catalogue of Life.